# Erik "Snickarmålarn" Ersson
Erik "Snickarmålarn" Ersson, född 1730, död 1800, var en hälsingemålare från Delsbo socken.
Ersson växte upp på gården "Snickars" i byn Källeräng i Delsbo socken. Vid nitton års ålder fick han svara för tinget mot anklagelser om lösdriveri, men klarade sig undan påtvingad militärtjänst. Ersson kan i egenskap av lärling till Gustaf Reuter och utifrån sin stil sägas vara medlem av Delsboskolan.
Liksom Reuter valde Ersson ofta att signera sina verk.
Ersson var verksam i Dellenbygden och området kring Arbrå. Han var fortfarande aktiv som inredningsmålare 1794. Mellan 1751 och 1752 målade han tillsammans med Carl Roth i Högs kyrka där man bland annat dekorerade läktare och kor. Flertalet hälsingegårdar har dekorerats av Ersson inklusive arbeten som finns att beskåda på Bjuråkers forngård och Delsbo Forngård. Några av hans verk finns i Hälsinglands museums samlingar, inklusive en komplett inredd herrstuga från Forsa socken, hämtad från gården Mickels i Nansta.
Ersson gifte sig med Margta Jonsdotter från Kila 1752. Han fick också Gustaf Reuters son Carl Roth som svåger, efter att denne gift sig med Eriks syster Kerstin Ersdotter.